# World Programming System
World Programming System, también conocido como WPS, es un paquete estadístico desarrollado por la compañía World Programming. WPS permite a sus usuarios crear, editar y ejecutar programas escritos en el lenguaje SAS.
El núcleo de WPS, WPS Core, está desarrollado en C++ y ensamblador.
Sobre Windows, WPS tiene una interfaz gráfica conocida como WPS Workbench para gestionar ficheros y editar y ejecutar programas que está basada en Eclipse.

## Resumen de las principales características
- Corre sobre Windows, Mac OS X, z/OS sobre mainframes, Linux sobre mainframes System z, Linux, AIX y Solaris
- Posee un IDE basado en Eclipse (software) sobre Windows
- Soporta el lenguaje SAS, incluidas las macros y ODS
- Capacidad de generar gráficos
- Implementa los procedimientos estadísticos LOGISTIC, REG, SCORE, CORR, FREQ, MEANS, STANDARD, SUMMARY, UNIVARIATE
- Puede leer ficheros de SAS comprimidos o sin comprimir
- Puede escribir ficheros de SAS
- No hay restricción en cuanto al volumen de los datos que puede procesar
- Puede acceder a datos contenidos en DB2, Teradata, VSAM, PSPP/SPSS, Microsoft SQL Server, Oracle o cualquier fuente de datos de tipo ODBC
- Puede generar informes en CSV y HTML.